# Jan Villerius
Johannes Jan Villerius (Rotterdam, 8 februari 1939 – 7 mei 2013) was een Nederlands voetballer die als middenvelder speelde.
Hij begon op negenjarige leeftijd bij Xerxes waarmee hij in zijn debuutseizoen 1957/58 uit de Eerste divisie degradeerde. Hij speelde in die periode meermaals voor Nederlandse jeugdelftallen.
In de zomer van 1958 stapte hij over naar Sparta waarvoor hij in december 1958  op het hoogste niveau debuteerde. Met die club werd hij in het seizoen 1958/59 landskampioen. Hij speelde 40 competitiewedstrijden voor Sparta. In 1961 stapte hij over naar ADO Den Haag waarvoor hij tot 1968 ongeveer 300 wedstrijden speelde. In 1967 maakte hij de trip naar de Verenigde Staten als San Francisco Golden Gate Gales mee. In 1968 ging hij, nadat hij drie maanden gestopt was, aan de slag bij RCH waar hij aan het einde van het seizoen 1968/69 zijn loopbaan besloot.
Op 14 oktober 1962 speelde Villerius zijn enige wedstrijd voor het Nederlands voetbalelftal in een vriendschappelijk duel in België. Na zijn spelersloopbaan werd hij trainer in het amateurvoetbal. Hij had onder meer D.O.N.K. (1973-1975), HSV Celeritas (1975-1978) en De Valkeniers (1978-1979) en De Postduiven (1979-1980) onder zijn hoede. Villerius overleed na een lang ziekbed aan de gevolgen van kanker.

## Erelijst
- Eredivisie: 1959
- KNVB-Beker:1958, 1968